# Храм Рамаппа
Храм Рамаппа, також відомий як храм Рудресвара, — це індуїстський храм у стилі Какатія, присвячений індуїстському богу Шиві, розташований у Телангані, Індія. За 15 км від Мулугу, 66 км від Варангала, 209 км від Гайдарабада. Напис у храмі свідчить, що він був побудований у 1213 році Речерла Рудрою — генерал-правителем Какатії Ганапаті Дева (1199—1262). Розташований неподалік від озера Рамаппа храмовий комплекс Рамаппа, який складається з трьох храмів, був побудований між 1212 і 1234 роками за проектом архітектора Рамаппи, на честь якого і названо храмовий комплекс. Марко Поло під час свого візиту до імперії Какатія нібито назвав храм «найяскравішою зіркою в галактиці храмів». У липні 2021 року храм Рамаппа було оголошено об'єктом Світової спадщини ЮНЕСКО.

## Структура
Храм Рамаппа стоїть на зірчастій платформі заввишки 2,8 м. У залі перед святилищем є численні різьблені стовпи, розташовані таким чином, щоб створити ефект, який чудово поєднує світло та простір. Храм названий на честь скульптора Рамаппи, який побудував його, що робить його єдиним храмом в Індії, названим на честь свого майстра.
Основна споруда виконана з червонуватого пісковику, але колони ззовні мають великі консолі з чорного базальту, який багатий на залізо, магній і кремнезем. Вони вирізьблені у вигляді міфічних тварин, танцівниць або музикантів і є «шедеврами мистецтва Какатії, що вирізняються своїм тонким різьбленням, чуттєвими позами та подовженими тілами та головами». 25 липня 2021 року храм було внесено до списку Світової спадщини ЮНЕСКО як «Храм Какатія Рудрешвара (Рамаппа), Телангана».

## Опис
Дах (garbhalayam) храму побудований із цегли, яка настільки легка, що може плавати на воді.
|  | Деякі цеглини храму Рамаппа та гробниці Хумаюна були відправлені на дослідження доктору Хабібу Хаману, головному хіміку Державної промислової лабораторії, Гайдарабад. Він люб'язно повідомив таке: «Зразки плаваючої цегли з Бідара подібні до зразків з Варангала, що стосується методу виготовлення. Матеріалом для виготовлення губчастої цегли, очевидно, була тирса. Вага зразків становить від 1⁄3 до 1⁄4 звичайної цегли такого ж розміру. Зразки з Бідара демонструють кращу якість щодо однорідного змішування та рівномірного горіння, ніж їхні прототипи з Рамаппи, в результаті чого пористість добре зберігається в тілі цегли з Бідара, і вони добре плавають у воді. |

По обидва боки від головного храму є два невеликих храми Шиви. Величезна статуя бика Нанді всередині, обернена до храму Шиви, залишається в хорошому стані.[джерело?]
Натараджа Рамакрішна відродив Періні Сіватандавам (танець Періні), побачивши скульптури в цьому храмі. Танцювальні пози, написані в Nrtta Ratnavali Джаяпою Сенані, також з'являються на цих скульптурах.
Храм залишився цілим навіть після неодноразових воєн, пограбувань і руйнувань під час воєн і стихійних лих. У 17 столітті стався потужний землетрус, який завдав певної шкоди. Він пережив землетрус завдяки «техніці пісочниці»[прояснити] закладення фундаменту.
Багато з менших споруд були занедбані та перебувають у руїнах. За них взялася Археологічне управління Індії. Головна вхідна брама в зовнішній стіні храму зруйнована.

## Розташування
Храм Рамаппа розташований у Палампеті, мандал Венкатапур за 19 км від мандали Мулушу (близько 70 км від міста Варангал). Він розташований за 6 км від Кота-Гуллу, де є ще один храм Шиви.[джерело?]

## Галерея

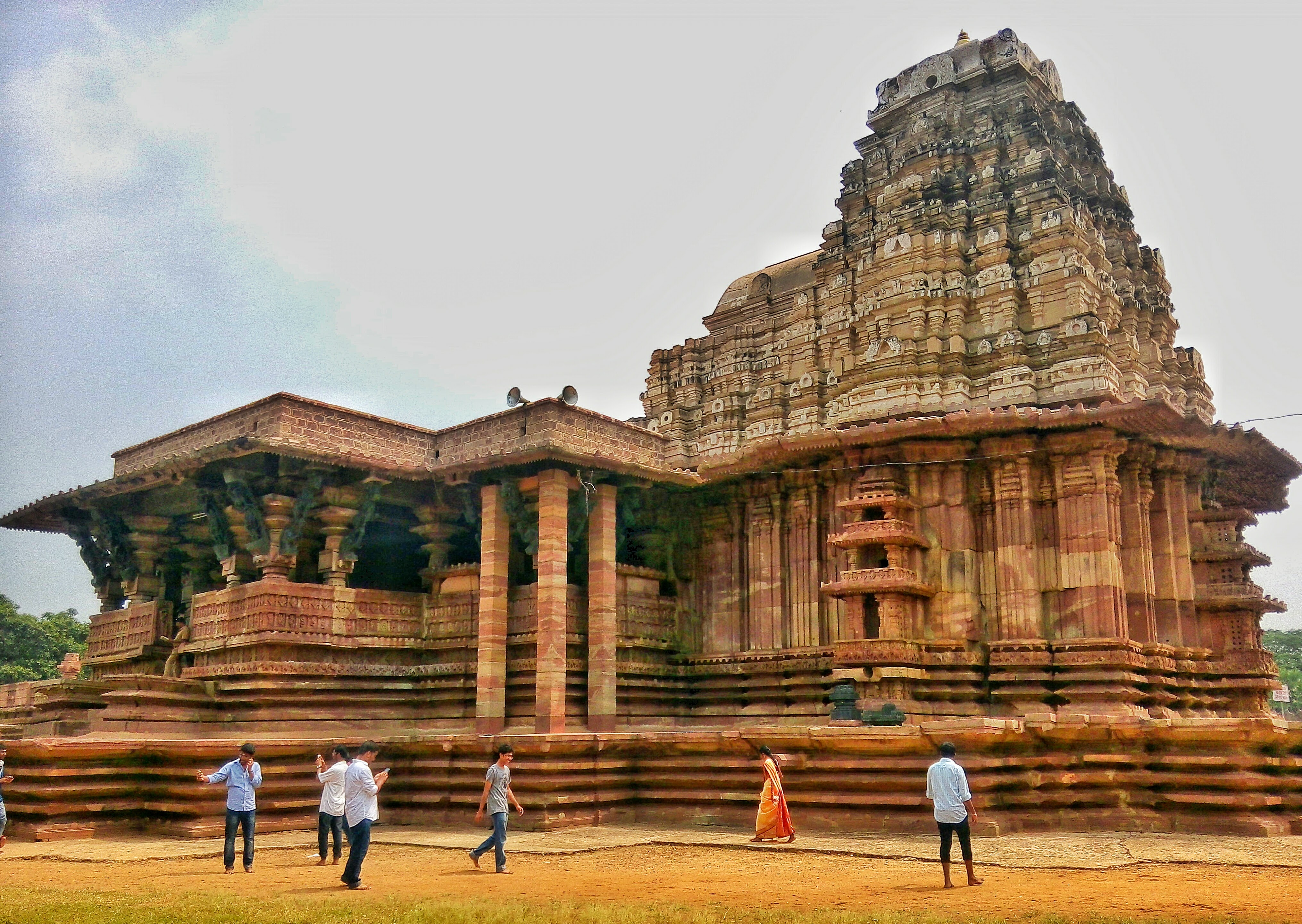
Збоку
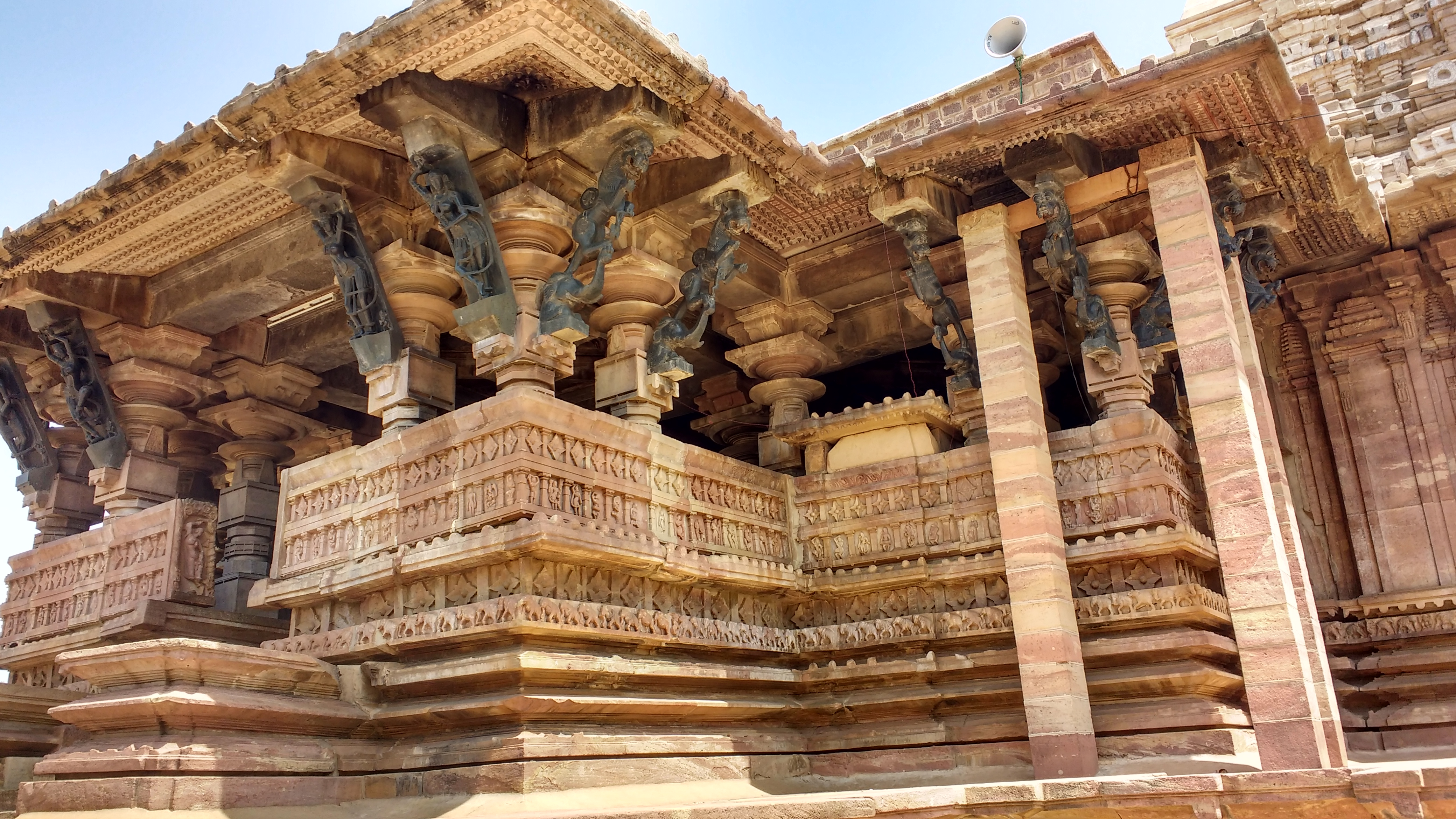
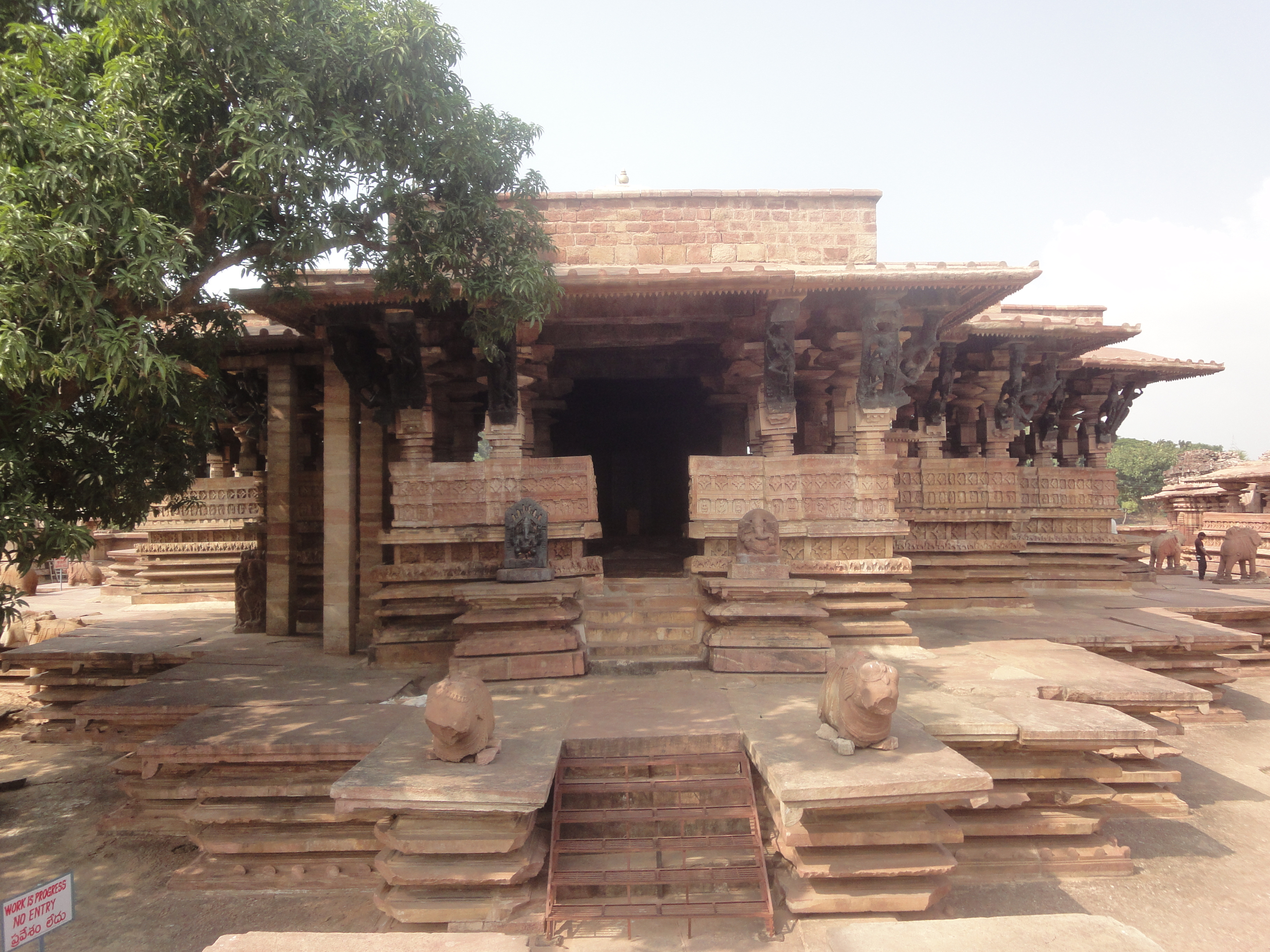
Спереду
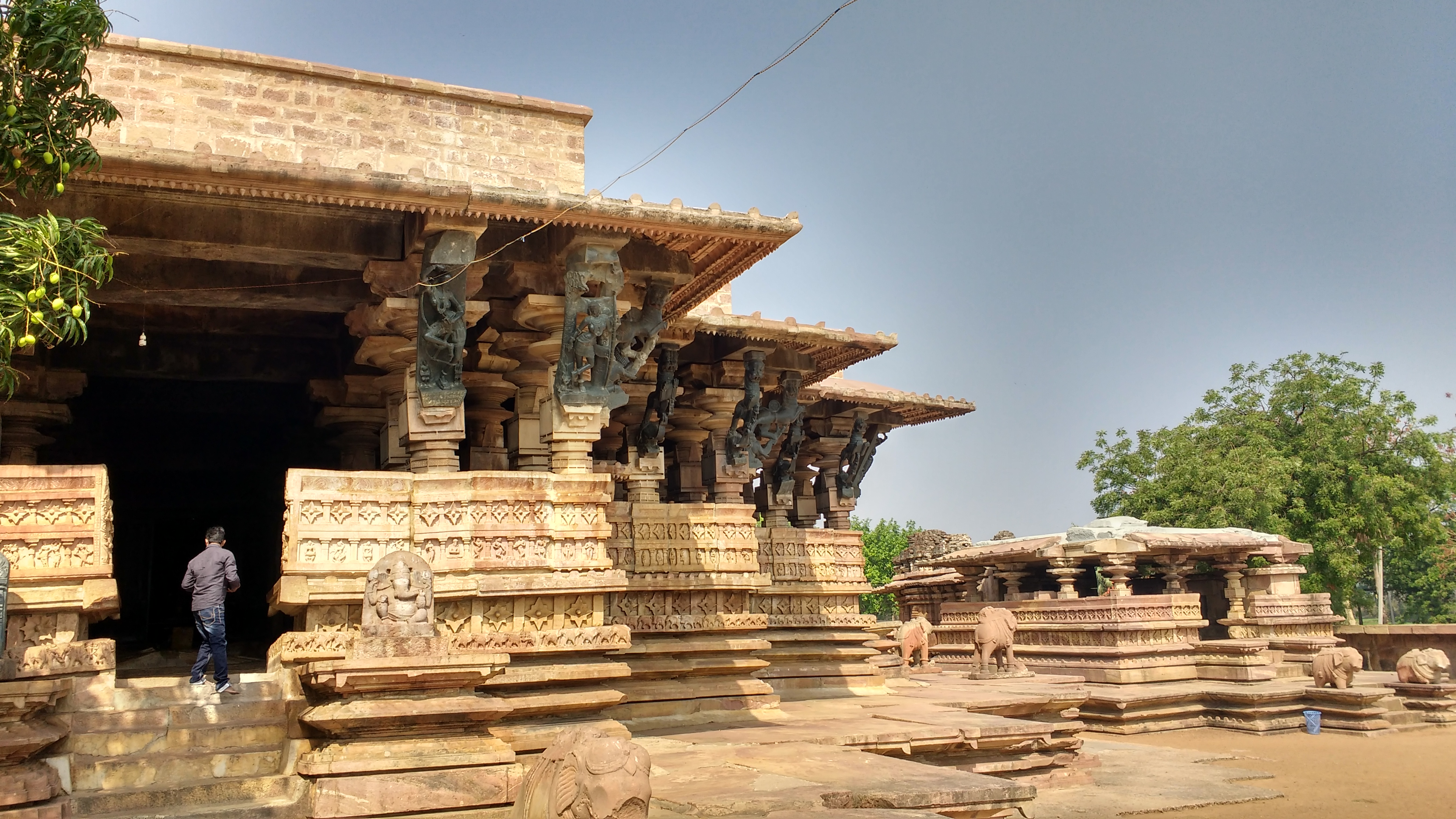
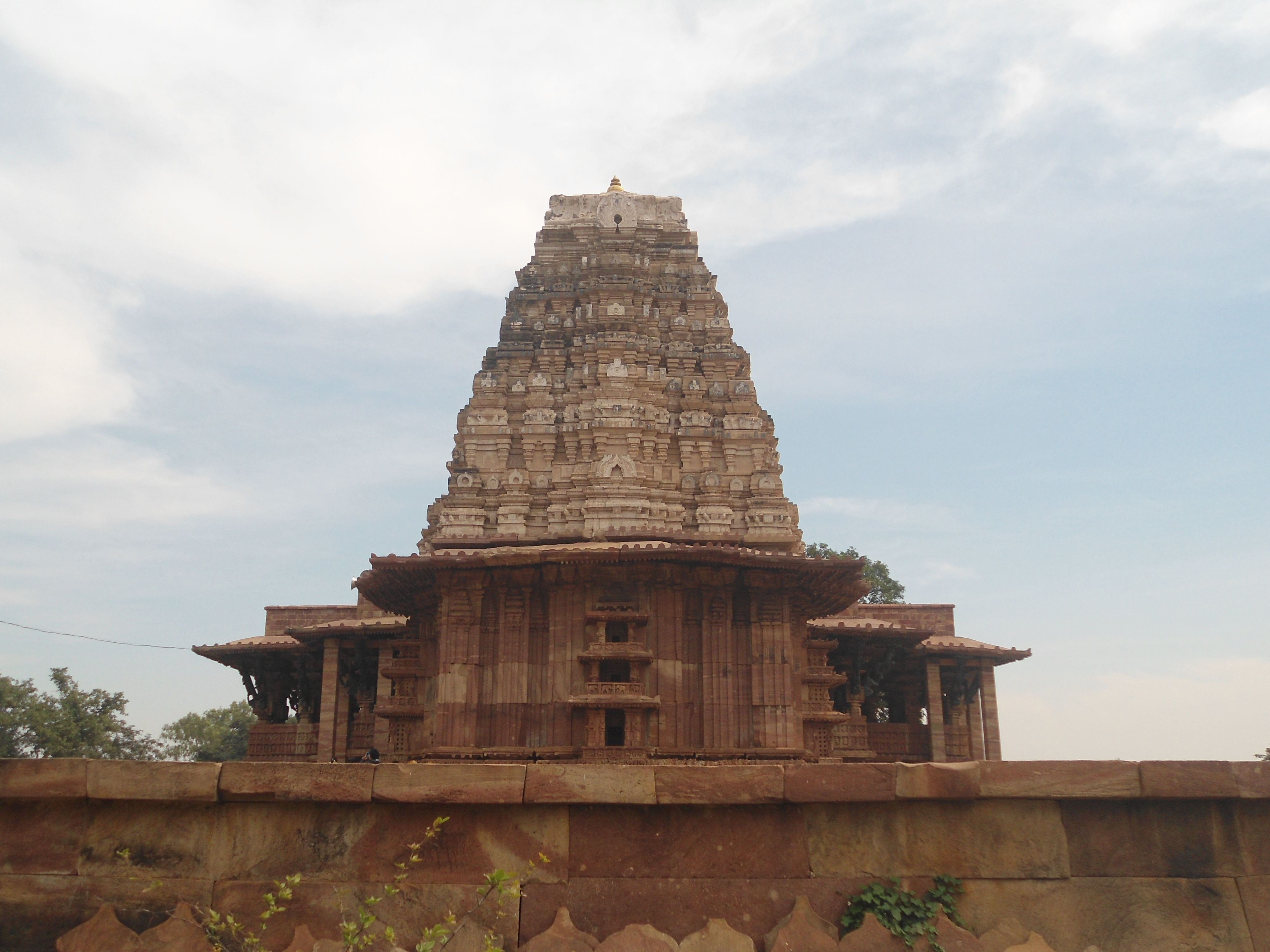
Спозаду
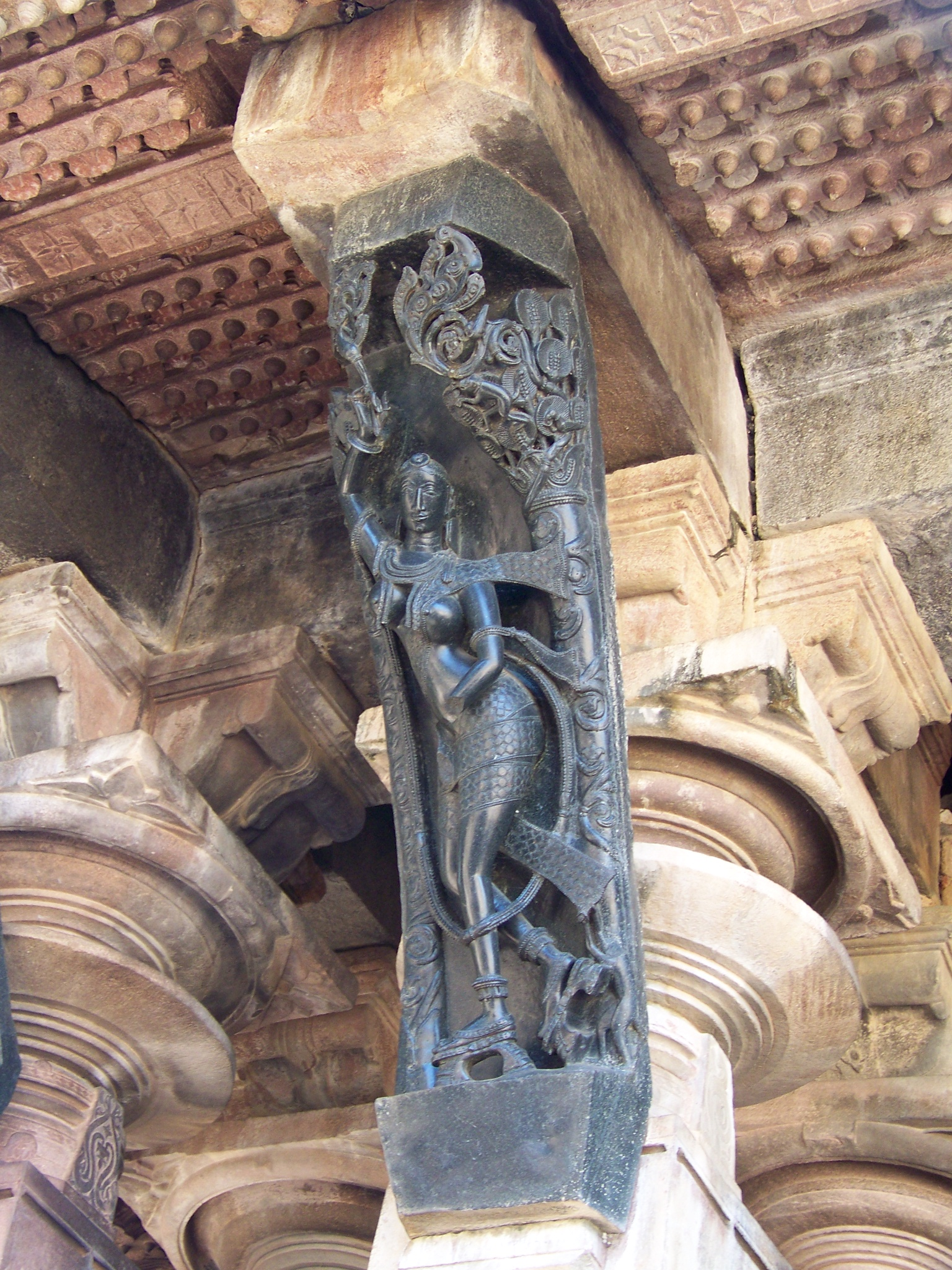
Один із самобутніх танцюристів
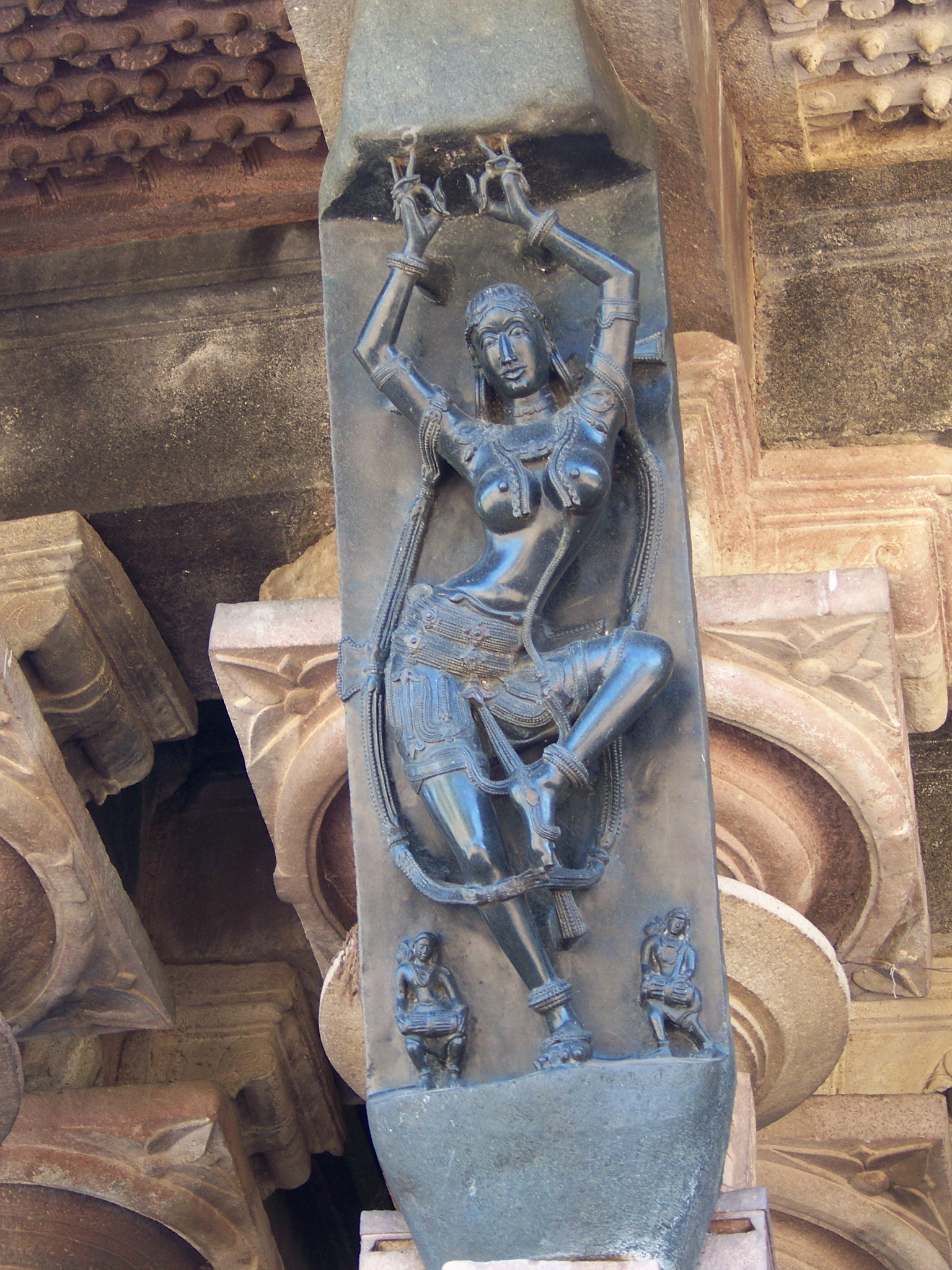
Танцюрист
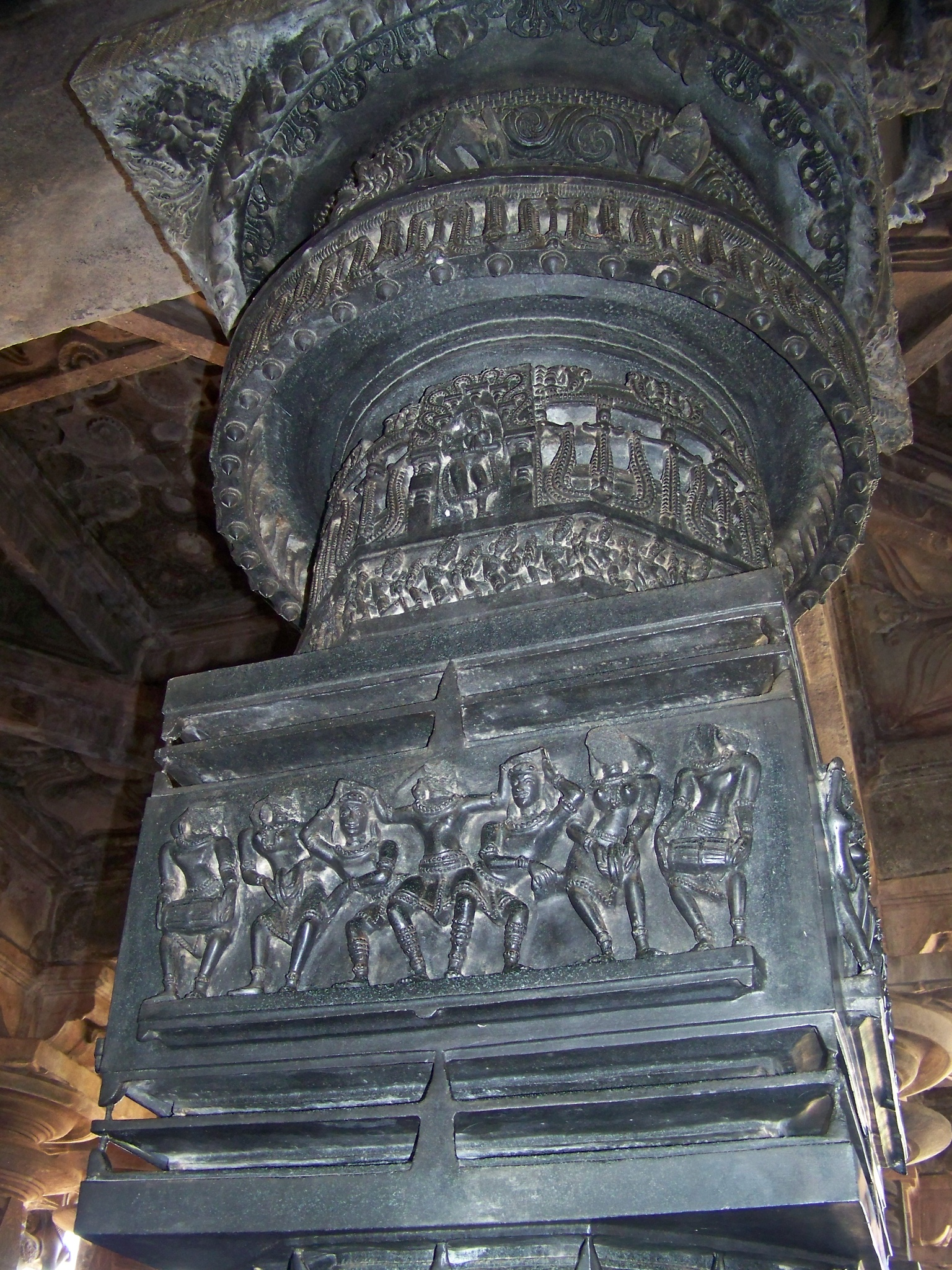
Стовп усередині мандапи
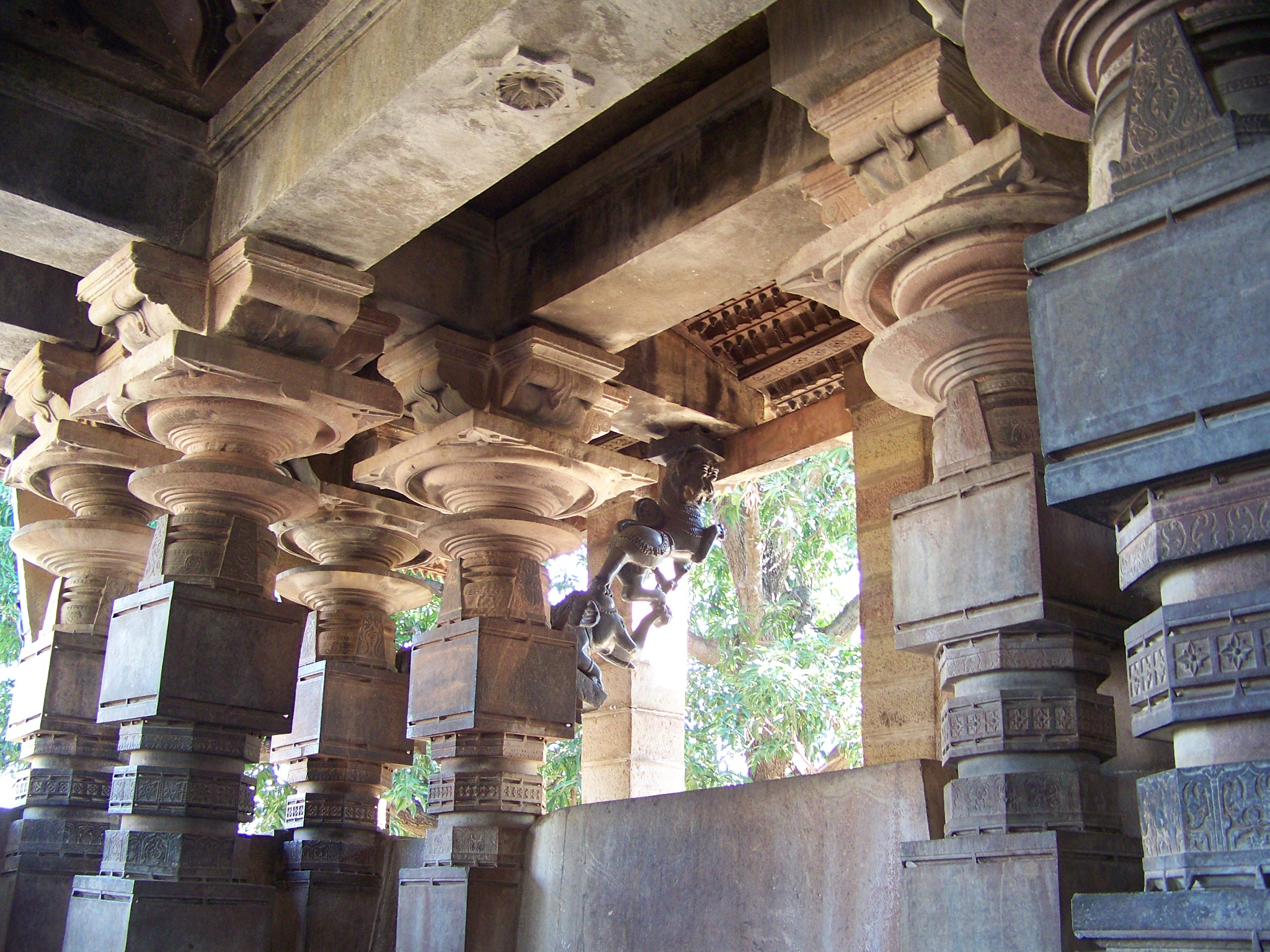
Усередині мандапи
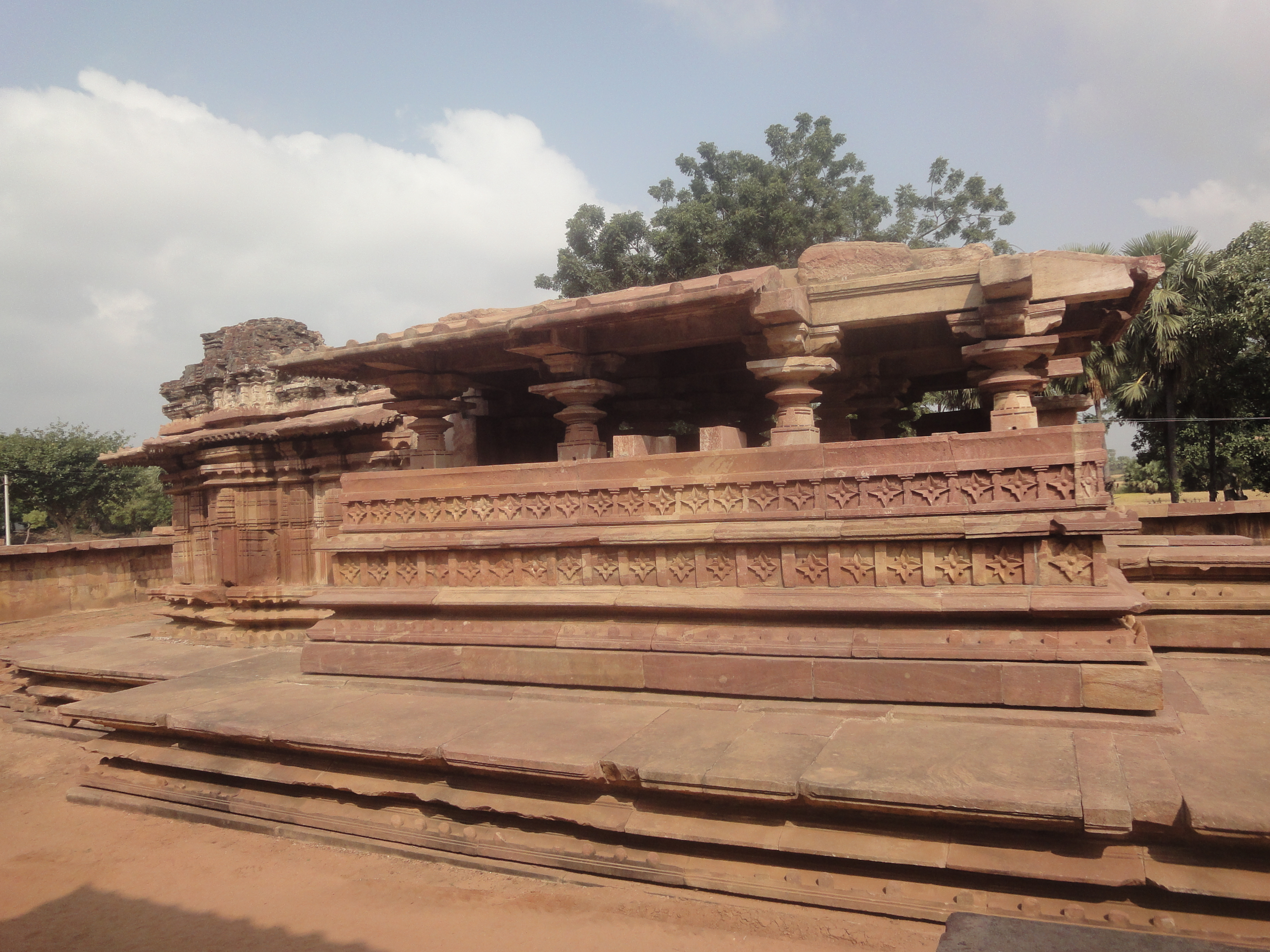
Менший храм